# Файнс, Марта
Ма́рта Мари́я Ту́ислтон-Уа́йкэм-Файнс (англ. Martha Maria Twisleton-Wykeham-Fiennes; 5 февраля 1964, Саффолк, Англия, Великобритания) — английский кинорежиссёр, сценарист и кинопродюсер.

## Биография
Марта Мария Тулислтон-Уайкэм-Файнс родилась 5 февраля 1964 года в Саффолке (Англия, Великобритания) в семье фотографа и иллюстратора Марка Файнса (1933—2004) и его первой жены-новеллиста и художницы Дженнифер Лэш (1938—1993), которые были женаты 31 год, с 1962 года и до смерти Дженнифер 28 декабря 1993 года от рака молочной железы в 55-летнем возрасте. У Марты есть пятеро братьев и сестёр: актёр Рэйф Файнс (род. 1962), музыкант Магнус Файнс (род. 1965), режиссёр Софи Файнс (род. 1967), актёр Джозеф Файнс (род. 1970) и эколог Джейкоб Файнс; также у неё есть приёмный брат — археолог Майкл Эмери, который воспитывался её родителями, но никогда не был ими официально усыновлён.

## Карьера
Карьера Марты в качестве кинорежиссёра, сценариста и кинопродюсера длилась 6 лет — в 1999—2005 годах. За свой режиссёрский дебют «Онегин» (1999) Файнс получила премию Кинофестиваля в Токио (1999) и премию «Лондонского кружка кинокритиков».

## Фильмография
- 1999 — Онегин / Onegin
- 2005 — Хромофобия / Chromophobia

## Личная жизнь
В гражданском браке с режиссёром, оператором и сценаристом Джорджем Тиффином Марта Файнс родила троих детей: двух сыновей и дочь — Титан Натаниэль Тиффин (род.26.08.1995), Хиро Борегард Фолкнер Файнс-Тиффин (род.06.11.1997) и Мерси Джини Уиллоу Тиффин (род.15.10.2001). Позже Тиффин и Файнс расстались. В 2023 году она впервые вышла замуж.                                             Ее новый муж — торговец редкими книгами Саймон Финч, которому 65 лет